# Real monasterio de Nuestra Señora de Fresdelval
El Real Monasterio de Nuestra Señora de Fresdelval fue un monasterio jerónimo fundado en el siglo XV y situado en las cercanías de la ciudad de Burgos (España), concretamente entre las localidades de Villatoro, Quintanilla Vivar y Villayerno Morquillas. Exclaustrado y en estado ruinoso, el antiguo cenobio pertenece a una propiedad particular. Fue declarado bien de interés cultural, por entonces Monumento Nacional, el 3 de junio de 1931. Posteriormente (2009) ha sido ampliada la delimitación del monumento.

## Precedentes: ermita de Nuestra Señora de Fresdelval
Siguiendo la tradición piadosa de buena parte de los monasterios jerónimos, Fresdelval se fundó en el lugar donde existía una ermita dedicada a la Virgen María y que existía desde los tiempos del rey Recaredo. Parece que aquel viejo edificio se reedificaría hacia 1320, en tiempos del rey Alfonso XI. Los cimientos de esta edificación indican que era una iglesia muy modesta.
En el siglo XIV la devoción a la titular del valle estaba muy extendida en Burgos y su comarca. Durante el reinado de Juan I de Castilla, el culto a la imagen de la Virgen de Fresdelval recibe un nuevo impulso por la voluntad de Pedro Manrique, el Viejo, Adelantado Mayor de Castilla, señor del valle. Este caballero hizo juntar a los lugares de Vivar, Quintanilla y otros pueblos de los contornos para formar con todos ellos una cofradía y hermandad en aquella iglesia.

## Protección de los Manrique y descendientes

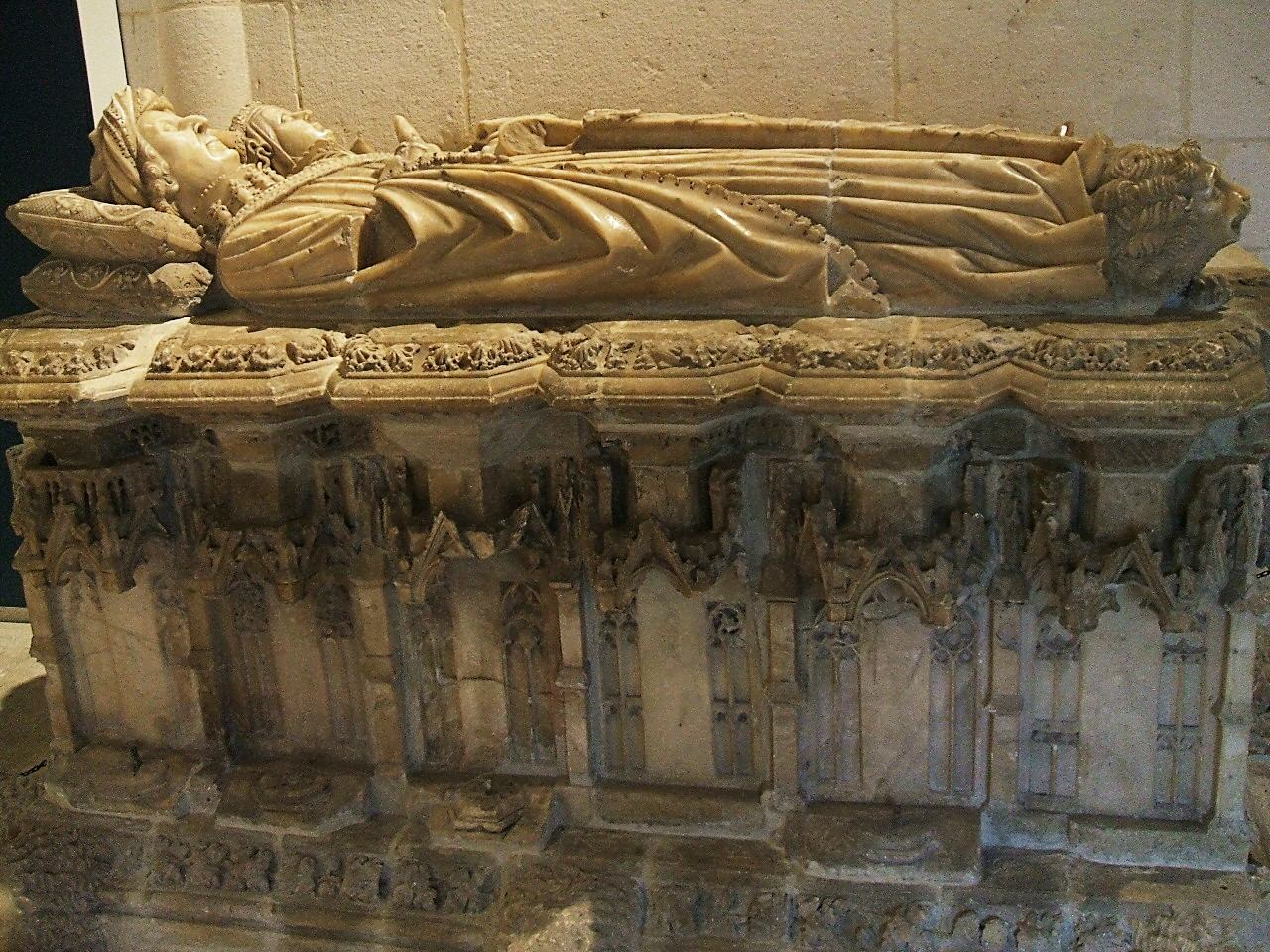
Sepulcro de Gómez Manrique y Sancha Rojas, en el Museo de Burgos.

Con Pedro Manrique y especialmente con su único hijo, aunque ilegítimo, Gómez Manrique de Lara, primer señor de Requena, comienza la protección que esta familia concedió a Fresdelval hasta la extinción de sus últimos sucesores, los Padilla, a comienzos del siglo XVII.
Gómez Manrique nació en 1356 y de niño fue entregado como rehén al rey de Granada con otros hijos de caballeros de Castilla. Convertido al islam, retornó a Castilla donde abjuró de esta religión por el cristianismo. Fue muy devoto de la Virgen de Fresdelval. Fundará aquí un monasterio tras atribuir a la intercesión de esta Virgen la curación milagrosa de su hija mayor, María, en 1400, y por haber salvado la propia vida del adelantado durante el cerco de Antequera, en 1403. Entonces hizo voto de edificar un monasterio junto a la ermita de la Virgen de Fresdelval.
Levantado el asedio de Antequera, el adelantado pidió licencia al infante don Fernando para acercarse con otros caballeros al santuario de Guadalupe. En Guadalupe conoció Gómez a la Orden de San Jerónimo, que ya apuntaba las características que iban a definirla toda su existencia: la solemnidad y compostura en el culto que tanto debió impresionarle y el favor de los reyes, que ya lo disfrutaba de Enrique III y del infante don Fernando.
Ello decidió al adelantado a elegir a esta Orden para su fundación de Fresdelval. Comunicó su resolución al prior de aquel monasterio y a él pidió con este fin cierto número de monjes.
A la muerte de Gómez Manrique, sobrevenida en Córdoba el 3 de junio de 1411, la iglesia debía estar iniciada y al menos con su gran presbiterio abovedado. En ella fue enterrado el 9 de julio de ese mismo año tal y como había dispuesto en su testamento.
El resto de las edificaciones conventuales sufrirán retrasos en su construcción, principalmente debido al incumplimiento de los compromisos contraídos por la viuda de Gómez, Sancha de Rojas. Fueron sus hijas (que emparentaron con los Padilla, Sarmiento y Avendaño) las que continuaron el patrocinio paterno. Los nietos y descendientes de Gómez Manrique rivalizan durante el siglo XV en la protección de la fundación de su antecesor. Al favor de estas familias se uniría el de numerosos y anónimos burgaleses, llevados por su devoción a la Virgen de Fres del Val.

## Primeros monjes. Construcción del monasterio

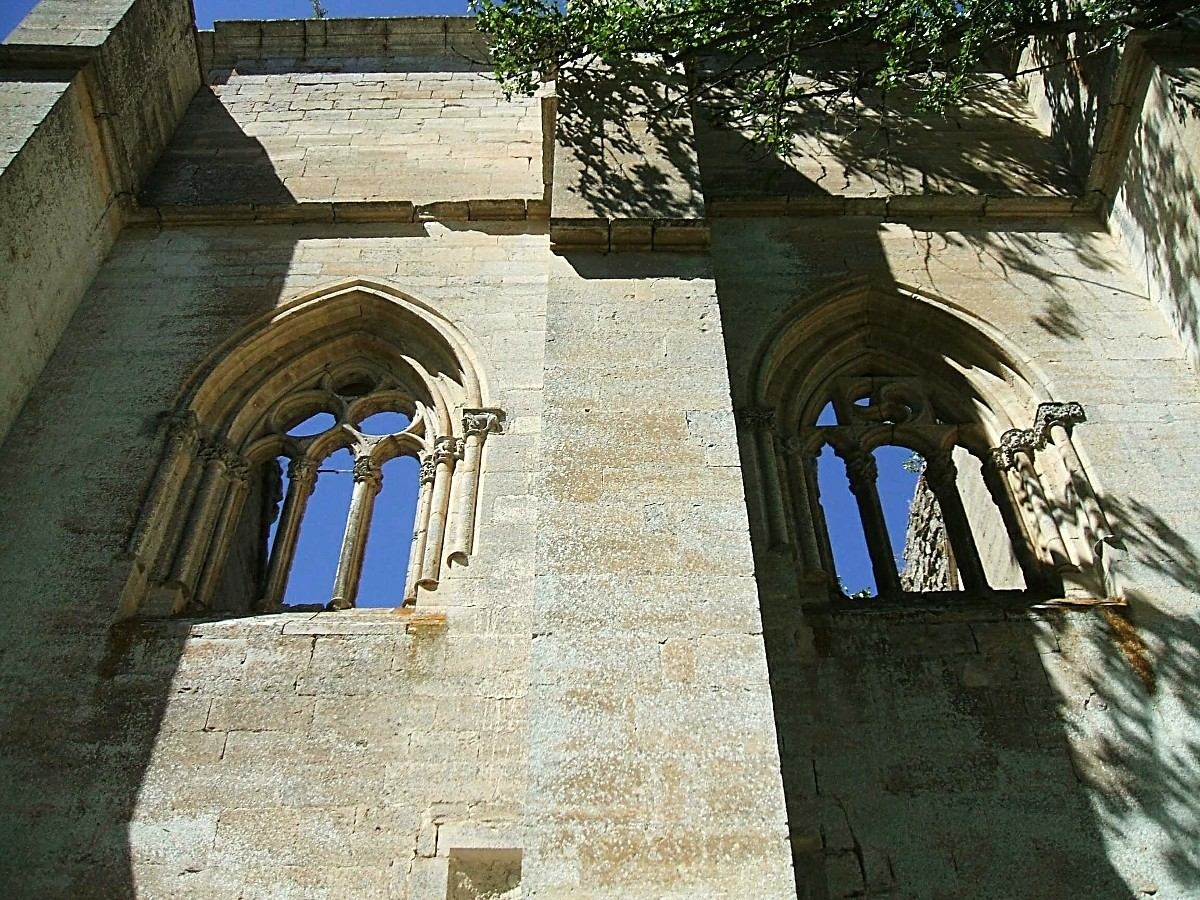
Lienzo exterior de la iglesia.

Llegaron cuatro frailes que, junto al capellán del valle, se alojaron en las casas y palacio que el adelantado había edificado, de allí salían a hacer los oficios a la ermita. Sabemos que tres de ellos no llegaron a ver el monasterio terminado, fueron enterrados en la antigua iglesia, fuera de la reja y delante de la imagen de la Virgen.
Una vez instalados los jerónimos en el valle, los religiosos decidieron que se debía levantar el convento junto a la antigua ermita. Acopiados los materiales, se abrieron los cimientos y se puso la primera piedra el 25 de marzo de 1404, día de la Anunciación. Los trabajos de construcción fueron a buen ritmo y en ellos, según la tradición, intervinieron los religiosos con sus propias manos.

### Arquitectura

#### Iglesia

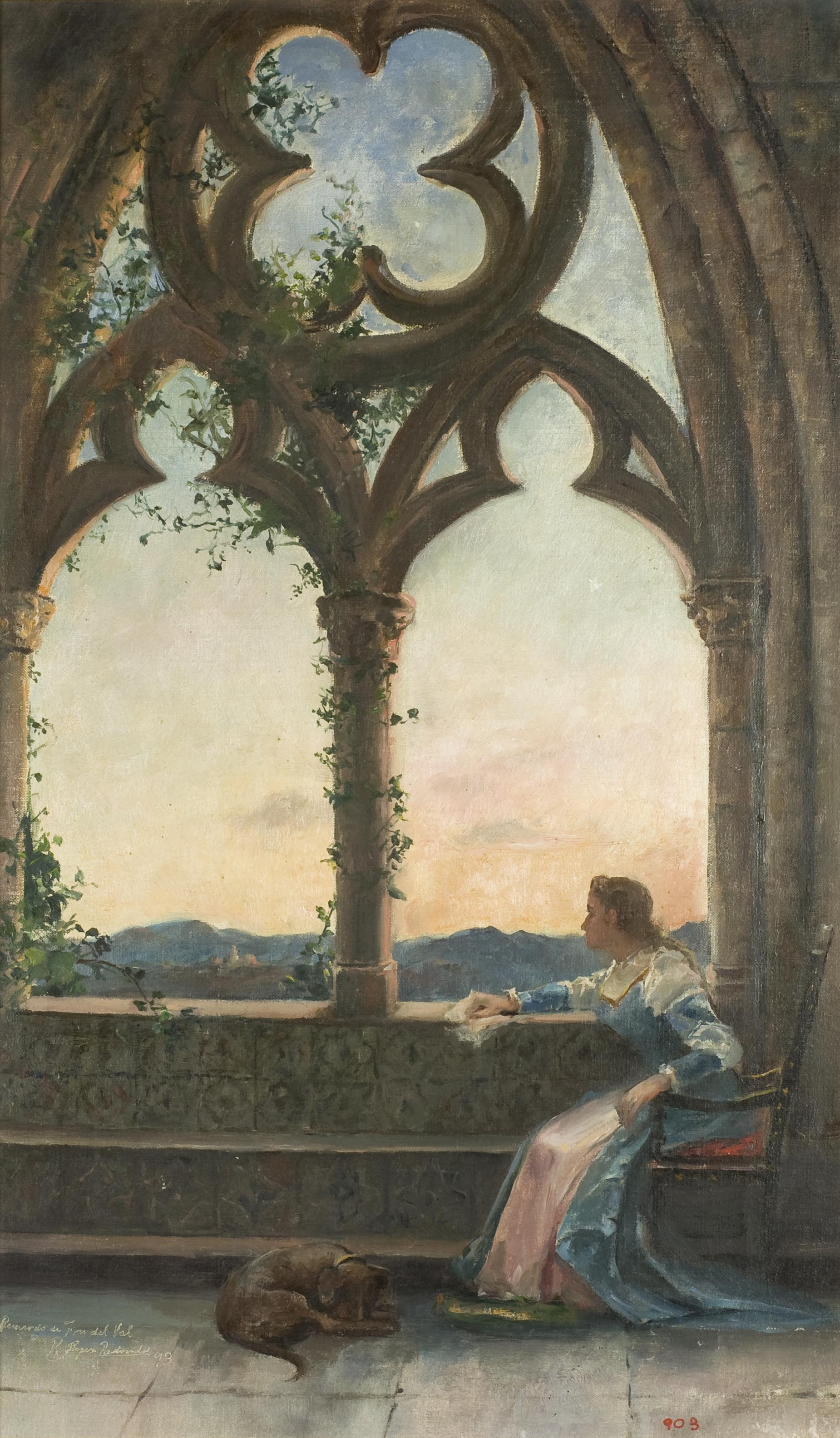
Reproducción pictórica de una ventana del claustro del monasterio de Fresdelval.

La iglesia que erigió el maestro Brahen respondía al tipo de la Orden de San Jerónimo de nave única, modelo tomado de los cartujos y de los franciscanos; si bien la cabecera es cuadrada —al estilo cisterciense— y no poligonal, como era al uso en las órdenes antes mencionadas. El crucero, poco resaltado, daba acceso a las capillas que se situaron en sus brazos: la de San Andrés, en el lado del evangelio y la capilla de San Juan Bautista, en el lado de la epístola. En los templos jerónimos, asimismo, son normales las capillas laterales, en Fresdelval se abren en el tercer tramo de la nave y son de escasa profundidad, ocupando el espacio entre los contrafuertes. Solo conocemos la advocación de la que se encontraba entrando a la mano izquierda: Santa Ana. Entre esta capilla y la de San Andrés, por la que se accedía, se encontraba la antigua sacristía, con la que se completa el trazado del templo.
En la capilla mayor de la iglesia se ubicó el sepulcro del fundador Gómez Manrique y su esposa Sancha de Rojas. Se trata de una pieza excepcional, realizada en alabastro en las estribaciones de 1400. En época moderna, el sepulcro fue partido en dos y los yacentes empotrados en los laterales de la capilla mayor, lugar en el que permanecieron hasta su traslado el Museo de Burgos, donde hoy puede contemplarse.

#### Dependencias monásticas
Durante el siglo XV se va conformando la disposición del antiguo monasterio gótico siguiendo el modelo jerónimo: al sur de la iglesia se sitúa el claustro procesional, de planta cuadrangular, en su parte superior, claustro alto, están los dormitorios. La comunicación con la iglesia se establece por la puerta de salida y entrada para las procesiones claustrales. En la panda de naciente se encuentra el acceso a la capilla de San Jerónimo o sala capitular, concluida hacia 1432, y a la capilla de San Juan Bautista, al sur del claustro se emplazaban la cocina y el refectorio y, finalmente, en el lado de poniente estaba la enfermería, que será derribada en la gran reforma del siglo siguiente.

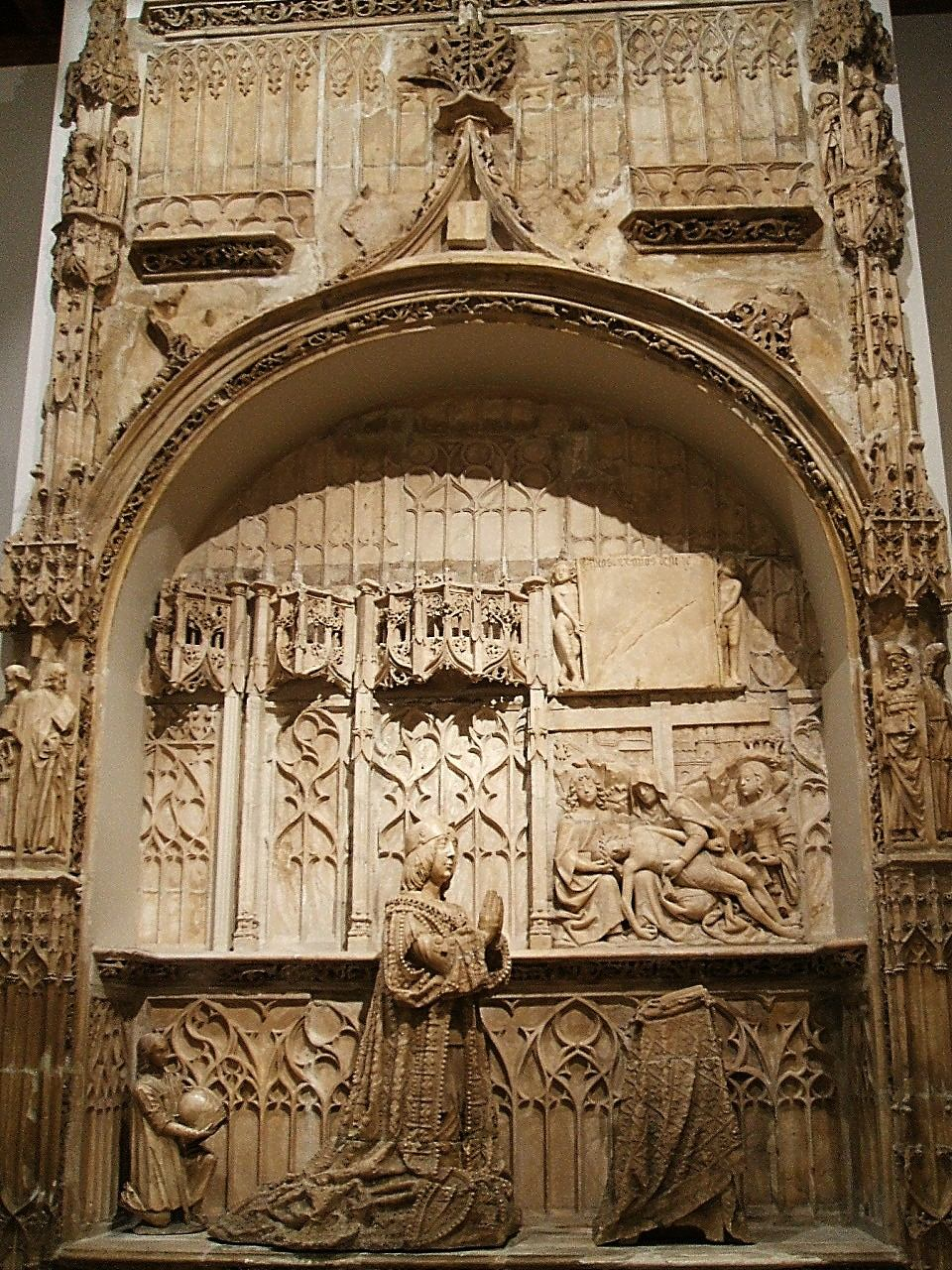
Sepulcro de Don Juan de Padilla, obra de Gil de Siloe, hoy en el Museo de Burgos.

La reina Isabel mandará traer a Fresdelval el cuerpo del doncel Juan de Padilla, muerto en la guerra de Granada en 1491 y al que profesaba especial afecto, siendo encargado su sepulcro parietal al taller de Gil de Siloe. Al igual que el sepulcro del fundador, actualmente se conserva en el Museo de Burgos, y se emparenta tipológicamente con el del infante don Alfonso en la Cartuja de Miraflores, obra del mismo Siloe.

## Reformas en elsigloXVI
Desde el año 1524 hasta 1542 se realizaron importantes obras que transformaron el monasterio. Se debieron a la protección y mecenazgo de García de Padilla, Comendador Mayor de la Orden de Calatrava. Estas reformas sirvieron para reestructurar y dar unidad al, hasta entonces, heterogéneo conjunto monacal: hasta el inicio de estas obras, la ermita seguía siendo un edificio exento y perduraban otros edificios aislados, como las casas y palacios de los fundadores, que desaparecieron con esta reforma.

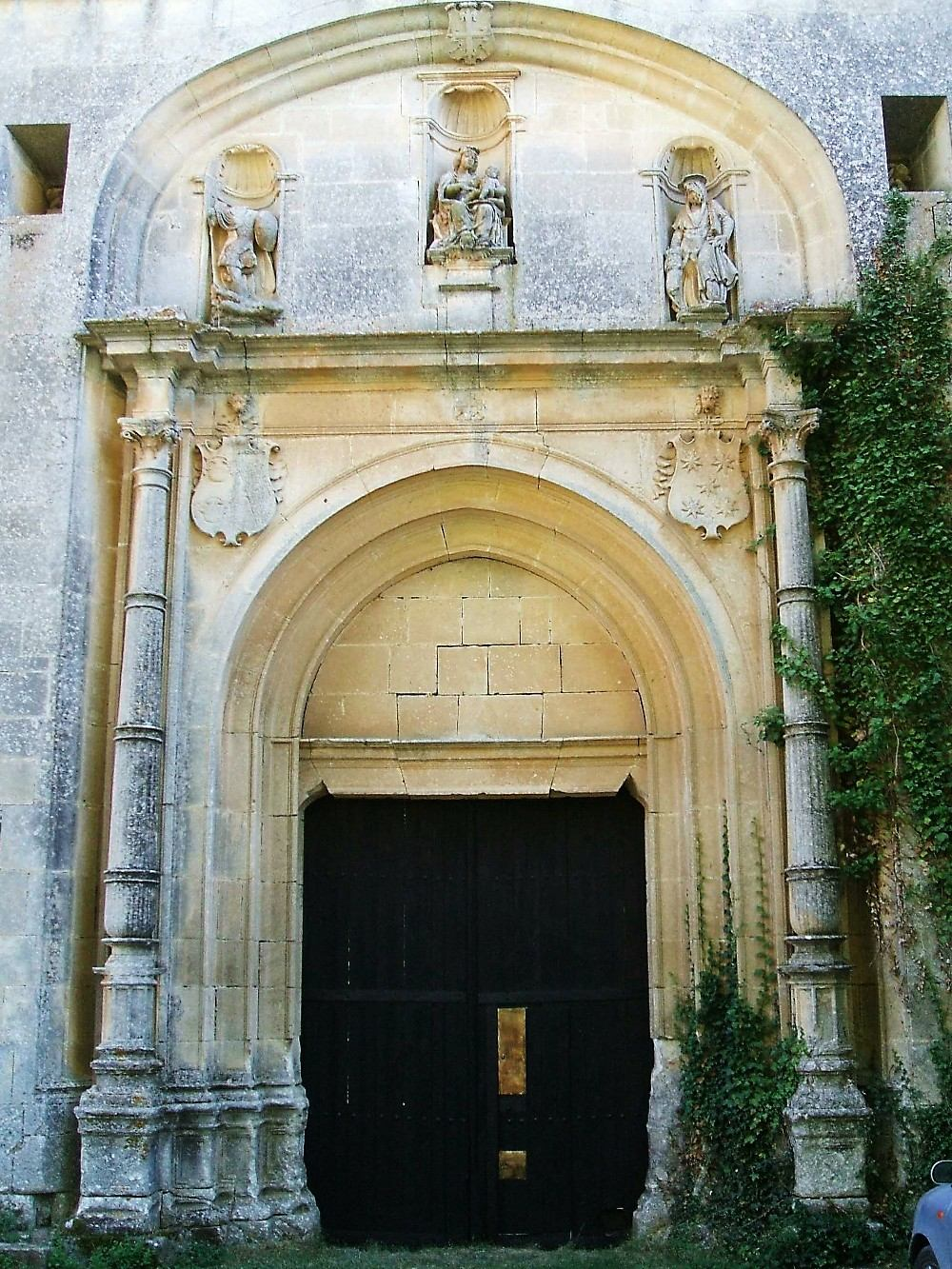
Portada renacentista de la iglesia.

Concretamente, las obras ejecutadas por mandato de García de Padilla consistieron en hacer «todas las capillas de la yglesia que están de la rexa afuera y la portada de la yglesia y el coro de ella. el claustro alto. la hospedería. enfermería y todas las celdas del paredón altas y bajas, la bodega, y los troxes y caballeriças, y otras muchas oficinas. Dio la tapicería y la plata del serbicio del altar y la librería y hico la sacristía y la capilla de S. Juª(n)».
Ahora sabemos que la transformación de la iglesia, o capilla mayor, fue profunda: se derribaron, nada menos, que las cuatro primeras bóvedas de la nave para rehacerse con arranques sobre ménsulas situadas a bastante más altura que las originales del siglo XV.
Todavía puede distinguirse las trazas de los arranques primitivos, cortados hasta confundirlos con la superficie del paramento y han perdurado dos ménsulas góticas que quedaron ocultas por el embovedado del coro, también construido en el siglo XVI. Las alteraciones de la iglesia se completaron con el traslado de la reja que se situó entre el falso crucero y el cuarto tramo de la nave y la realización de «el asiento y pretil de la dicha rexa». En esas fechas la reja estaba situada en las gradas de la capilla mayor y en el siglo XVI se trasladó hasta incluir el crucero para dar más exclusividad al panteón familiar de Manriques, Sarmientos y Padillas que estaba situado en la cabecera de la iglesia.
En el exterior de la iglesia gótica se «hizo embutir toda la fachada de la puerta de dicha yglesia» la cual tanto desconcierta a los que intentan fechar la construcción del templo gótico y se encuentran con esta obra renacentista. La construcción de la portada es atribuida por Martínez Burgos a Felipe de Vigarny. La sacristía con entrada por el claustro y que posteriormente fue cegada parece coincidir, por eliminación, con la antes referida la capilla del Santo Crucifijo que es en la claustra principal del dicho monasterio salida.

### Carlos V y otras visitas regias
Cuando el emperador Carlos V se hospedó en el monasterio de Fresdelval en la Semana Santa de 1524, las obras de ampliación no habían hecho sino comenzar.
Por el año de 1542 estaban finalizando las obras de ampliación realizadas por García de Padilla. Estas construcciones incluían el edificio que pudo acoger al emperador en sus últimos días: el palacio renacentista y el llamado patio de los Padilla, que parecen obedecer a una, en principio, no planeada ampliación. Estas construcciones se levantaron anejas al monasterio pero con una traza constructiva sensiblemente distinta de lo que se había realizado hasta ese momento. Actualmente todavía se puede apreciar que al construir el patio de los Padilla se cegaron vanos del monasterio que se habían abierto unos pocos años antes. En todo el piso superior de este patio se colocaron las armas imperiales y aún se conserva el magnífico escudo de Carlos V que preside el que fuera zaguán, o entrada, del palacio, tradicionalmente conocido como «Casa de Carlos V».

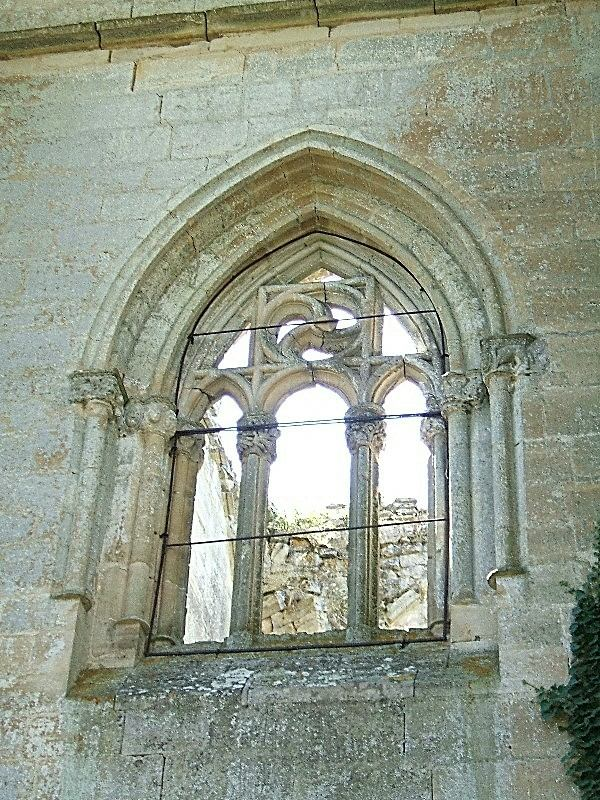
Ventanal de la iglesia.

Estos signos constructivos parecen querer confirmar la inicial intención del César de venir a retirarse a Fresdelval. En el siglo XIX Manuel de Assas escribía: «El emperador Carlos V de Alemania, primero entre los reyes de su nombre en España, hizo edificar una habitación con objeto de retirarse a vivir en ella durante sus últimos días, después de abdicar su doble corona; pero esta nueva obra quedó sin terminarse, porque el monarca, aconsejado por los médicos, cambio de dictamen, y se decidió a elegir para su retiro el monasterio de Yuste, en que terminó su vida. La tradición conservada en Fresdelval lo decía, y los blasones de aquel cuerpo de edificio lo corroboraban. Las noticias que siguen nos las dieron, hace muchos años, los monjes de Fresdelval».
Esta tradición acrecienta su base ahora que conocemos más exactamente las fechas de construcción de los edificios que se realizaron en el siglo XVIcon la protección de García de Padilla. El que estas obras fuesen realizadas por García de Padilla, del que Salazar y Castro dice que fue: «uno de los más señalados Ministros que aquel Príncipe [por Carlos V] tuvo», y con la ayuda de su hermano Jerónimo, también un influyente personaje de la corte, nos llevan a especular con la probabilidad de que Carlos V estuviese considerando el elegir a Fresdelval como su lugar de retiro.
La relación del Emperador con los protectores de Fres del Val no terminaba con los Padilla: también estaban los Sarmiento, sus valientes y leales servidores. Pedro Sarmiento, nieto de los fundadores y enterrado en la capilla mayor del monasterio había casado con Mariana Pellicer, que viuda, fue aya de la reina Germana y fueron sus hijos Diego Sarmiento, señor de Ubierna, Gentil hombre de Cámara de Carlos V y Gaspar y Pedro Sarmiento, que todos murieron sirviendo a aquel príncipe en las guerras de Florencia y Siena y en las galeras de España.
Por todo ello, es posible que a la oposición de los médicos se uniese, tal vez, la muerte del influyente García de Padilla —el principal valedor de Fresdelval— el 16 de septiembre de 1542, momento en que la mente del emperador empezaba realmente a fraguar la idea de retirarse. El nombre de Fresdelval había perdido su mejor oportunidad de entrar en la historia universal.
Las visitas reales prosiguieron con Felipe II que estuvo en Fresdelval el 21 de septiembre de 1592. En esta ocasión concedió al monasterio el importante privilegio de poder cercar todo el valle, constituyendo un término y señorío propio. Igualmente hay constancia de las visitas de Felipe III y Carlos II. Este último consta recibió el agasajo en «las habitaciones que fueron labradas para el retiro del emperador Carlos V».

## SiglosXVIIyXVIII
Extinguida la línea varonil de la familia fundadora a principios del siglo XVII, el monasterio queda sin su principal protector comenzando durante esta centuria y la siguiente una lenta decadencia. La crisis general de la época y diversos quebrantos económicos derivados de esta (la devaluación de los juros en los que el monasterio tenía cuantiosas inversiones) acentuaron el proceso de deterioro. En el aspecto constructivo no nos puede extrañar que de este último siglo tan solo se levantasen unos anexos a las cuadras y trojes con las que se termina de cerrar el tercer patio del monasterio.

## SigloXIX
En el siglo XIX el lento declive de Fresdelval se transforma en la rápida y completa ruina del monasterio. Iniciada la centuria con la guerra de la Independencia, el 10 de noviembre de 1808 el edificio es saqueado y destruido como consecuencia de la victoria francesa en la batalla de Gamonal. Pese a que la comunidad religiosa regresa en 1814 ya jamás se recuperará de las consecuencias de la contienda, de hecho el reinstaurado culto se celebra en la primitiva sacristía debido a que la iglesia, arruinadas sus bóvedas, permanecerá ya para siempre sin cubierta.
Poco duró el establecimiento de la comunidad, en 1821 como resultado de las medidas desamortizadoras del Trienio Liberal Fresdelval es declarado bien nacional, sujeto a su inmediata subasta. Con el edificio y tierras circundantes se hacen los hermanos de la Puente, Victoriano y Manuel, destacados liberales en Burgos, ciudad de la que ambos fueron alcaldes.

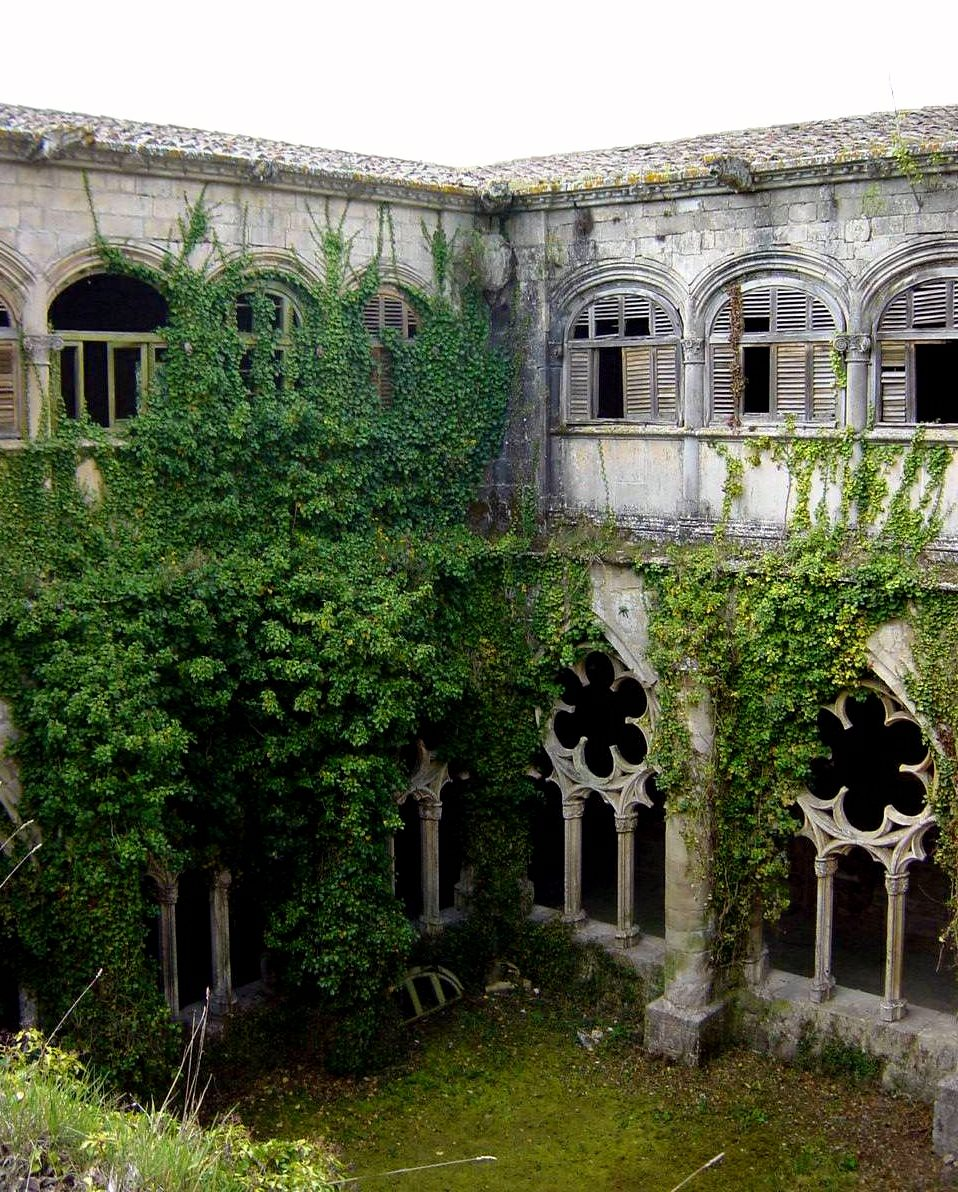
Aspecto del claustro.

Con el regreso del régimen absolutista también se produce el retorno de la comunidad y se les reintegraban en sus bienes y se anulaban las ventas de las llamadas «fincas nacionales». La vida en Fresdelval no debió resultar fácil para la retornada comunidad jerónima. A los daños causados, y no reparados, de la guerra de la Independencia se sumaban los ocasionados por tres años de abandono en los que no debieron de faltar los saqueos.
La expulsión de la comunidad se produce definitivamente con la desamortización de Mendizábal. Algunos objetos de culto fueron a las parroquias cercanas para desaparecer posteriormente. Parte del edificio pasó a otras manos adecuándose para los destinos más insospechados: fábrica de cerveza, refugio de las partidas carlistas y, a finales del siglo XIX, llegó a ser utilizado como fácil cantera de piedra ya labrada.
Este último uso sacudió la conciencia de algunos artistas y el pintor alicantino Francisco Jover y Casanova llegó a tiempo de salvar el claustro procesional, y algunos otros restos que aún quedaban. Para entonces, desgraciadamente, las alas norte y este de la parte alta del claustro, lindantes con la iglesia y capillas, ya había sido totalmente desmontadas.
Jover trabajaba todo el invierno en Madrid y dedicaba los veranos a la restauración del monasterio junto otros artistas como los hermanos Eugenio y César Álvarez Dumont. Desgraciadamente los trabajos de Jover se vieron truncados por su temprana muerte, pero hubo más suerte que en otras ocasiones y Fresdelval dio pronto con alguien que reanudase la labor restauradora. La adquirente era Rafaela de Torrens, primera marquesa de Villanueva y Geltrú.
Se decidió consolidar las ruinas y levantar algunas espaciosas celdas que sirviesen de albergue y centro de reunión de amigos, literatos y artistas. Lo que motivó que Víctor Balaguer escribiese: «Y en verdad que no puede ofrecerse mansión más agradable, ni hospitalidad más atrayente, ni sitio más encantador, ni centro más propio para regocijos de soledad y para deleites de excursión». El meritorio proyecto se completaba con un museo y la utilización como capilla pública de la restaurada por Jover, respetando la obra comenzada. Para esta capilla y museo y en representación de la propietaria, Isidro Gil y Gabilondo trató la compra a la Parroquia de Villatoro de siete estatuitas de mármol, una bandeja de metal y un paño de mesa procedentes del monasterio. Aun así, constatemos que existió un sorprendente proyecto, del que se hizo eco Balaguer, consistente en el traslado del claustro gótico de Fresdelval nada más y nada menos que al Tibidabo de Barcelona. El traslado no se llegó a consumar.

## Obras en elsigloXX
El palacio renacentista, conocido como «Casa de Carlos V», fue rehecho entre 1926 y 1929 por Deogracias Ortega.

## Intervenciones recientes
El Plan General de Burgos tiene prevista la rehabilitación del monasterio para su uso hotelero. En cuanto al palacio renacentista, ha sido restaurado casi por completo en una obras que han durado una década (desde el año 2009 al 2018) y está previsto su uso dotacional como sede de una fundación que, previsiblemente, albergará una sala museística y un centro de estudios sobre Carlos V y los jerónimos. En el Palacio de Fresdelval está prevista la celebración de eventos, mientras que el monastario podrá albergar un espacio hotelero.«

## Alusiones literarias
Manuel Azaña visitó el monasterio en 1926 y tomó su nombre para titular su novela inacabada Fresdeval: en ella, recrea la historia de su propia familia y sitúa el monasterio en Guadalajara, cerca de su Alcalá de Henares natal.

## Estudios históricos

### SigloXIX
En el siglo XIX escribieron sobre el monasterio Manuel de Assas, Amador de los Ríos y Víctor Balaguer. En todos los casos se trata de aproximaciones parciales y eruditas, entre las que llama la atención la de Assas, por ser la primera y por seguir prácticamente al pie de la letra el códice de memoria de los bienhechores del monasterio, redactado a comienzos del siglo XVI y conservado en el Archivo Histórico Nacional de Madrid.

### SigloXX
A principios del siglo XX, Serrano Fatigati habló de los claustros y, después de un vacío historiográfico en el que Fresdelval solo era recogido como la fábrica jerónima más antigua conservada o en pequeñas notas de archivo —como la edición de los testamentos de los fundadores por Martínez Burgos en el Boletín de la Institución Fernán González—. María Jesús Gómez Bárcena estudió el sepulcro de Gómez Manrique y Sancha de Rojas hoy conservado en el Museo de Burgos. Ángela Franco Mata publicó los fragmentos del sepulcro de Juan de Padilla y otras piezas conservadas en el Museo Arqueológico Nacional. Por otra parte, Joaquín Yarza Luaces insistió en la interesante figura de Gómez Manrique como promotor de la obra y las razones para la elección de un espacio tan significativo por un personaje tan singular. Años después, Eduardo Carrero estudió la Virgen donada por el fundador al monasterio y hoy conservada en Villatoro. Por último, Gonzalo Martínez Díez publicó dos obras sobre Fresdelval, tema que eligió en su discurso de ingreso en la Institución Fernán González.